# Audi A5 F5
Der Audi A5 (interne Typbezeichnung F5) ist ein seit 2016 angebotenes Pkw-Modell der Audi AG, das an den Produktionsstandorten Ingolstadt (Coupé und Sportback) und Neckarsulm (Cabriolet) gefertigt wird.

## Modellgeschichte
Am 2. Juni 2016 wurde in Ingolstadt die zweite Generation des Audi A5 und S5 Coupé vorgestellt. Sie war ab Juli 2016 bestellbar.
Der A5 und S5 Sportback debütierten auf der Mondial de l’Automobile im Oktober 2016 in Paris, zu den Händlern kamen sie Anfang 2017. Das Motorenangebot deckt sich mit dem der Limousine, zusätzlich wurde ab August 2017 noch ein bivalenter Antrieb (g-tron) angeboten.
Die ersten Bilder der offenen Version des A5 und S5 wurden am 4. November 2016 gezeigt, Messepremiere hatte das Fahrzeug auf der North American International Auto Show im Januar 2017 in Detroit. Das Cabriolet kam im März 2017 zu den Händlern. Wie im Vorgängermodell wurde es wieder mit einem Stoffverdeck ausgeliefert und in Neckarsulm produziert. Das Verdeck lässt sich auch während der Fahrt bis zu einer Geschwindigkeit von 50 km/h elektrisch öffnen.
Auf dem 87. Genfer Auto-Salon im März 2017 präsentierte Audi das RS5 Coupé.
Eine Überarbeitung der A5-Baureihe wurde auf der IAA im September 2019 vorgestellt.
Im Juli 2024 präsentierte Audi den A5 B10. Er ist als Fließheck-Limousine und Kombi erhältlich und das Nachfolgemodell von A4 B9 und A5 Sportback.

## Modellvarianten
- Audi A5 Coupé (Juni 2016–Juli 2024)
- Audi S5 Coupé (Juni 2016–Juli 2024)
- Audi A5 Sportback (Oktober 2016–Juli 2024)
- Audi S5 Sportback (Oktober 2016–Juli 2024)
- Audi A5 Cabriolet (November 2016–Juli 2024)
- Audi S5 Cabriolet (November 2016–Juli 2024)
- Audi RS5 Coupé (Juni 2017–Juli 2024)
- Audi RS5 Sportback (Februar 2019–Juli 2024)

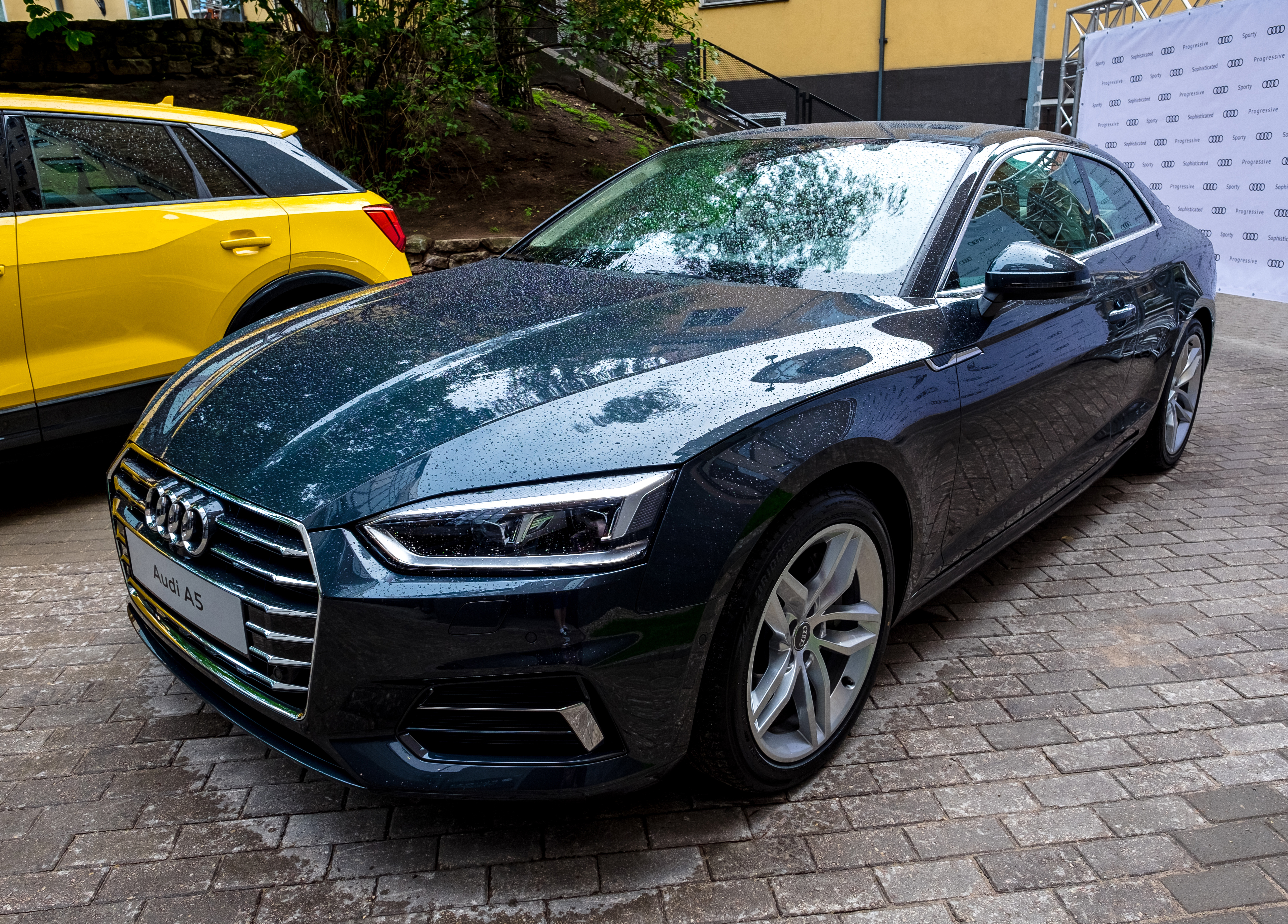
Audi A5 Coupé (2016–2019)
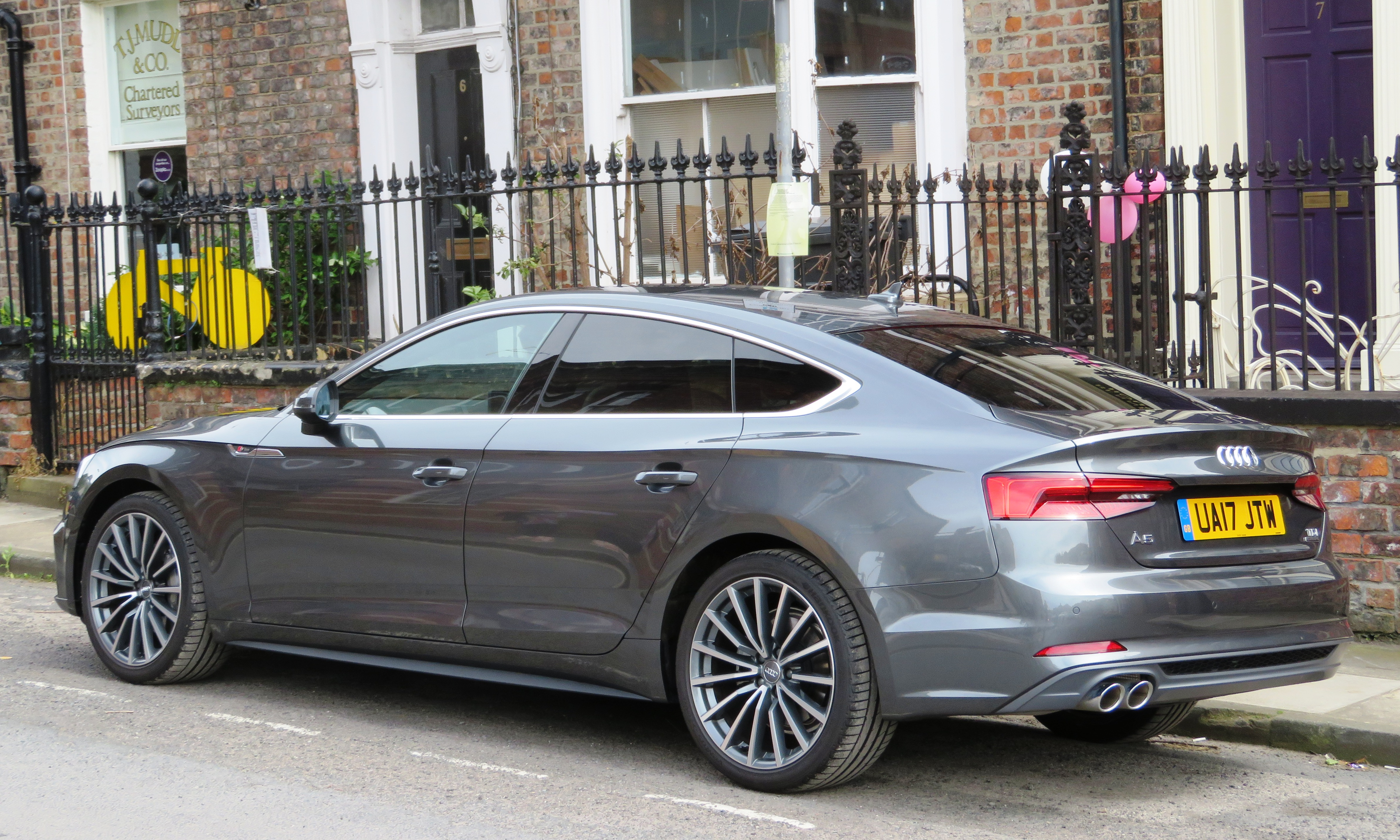
Audi A5 Sportback (2016–2019)
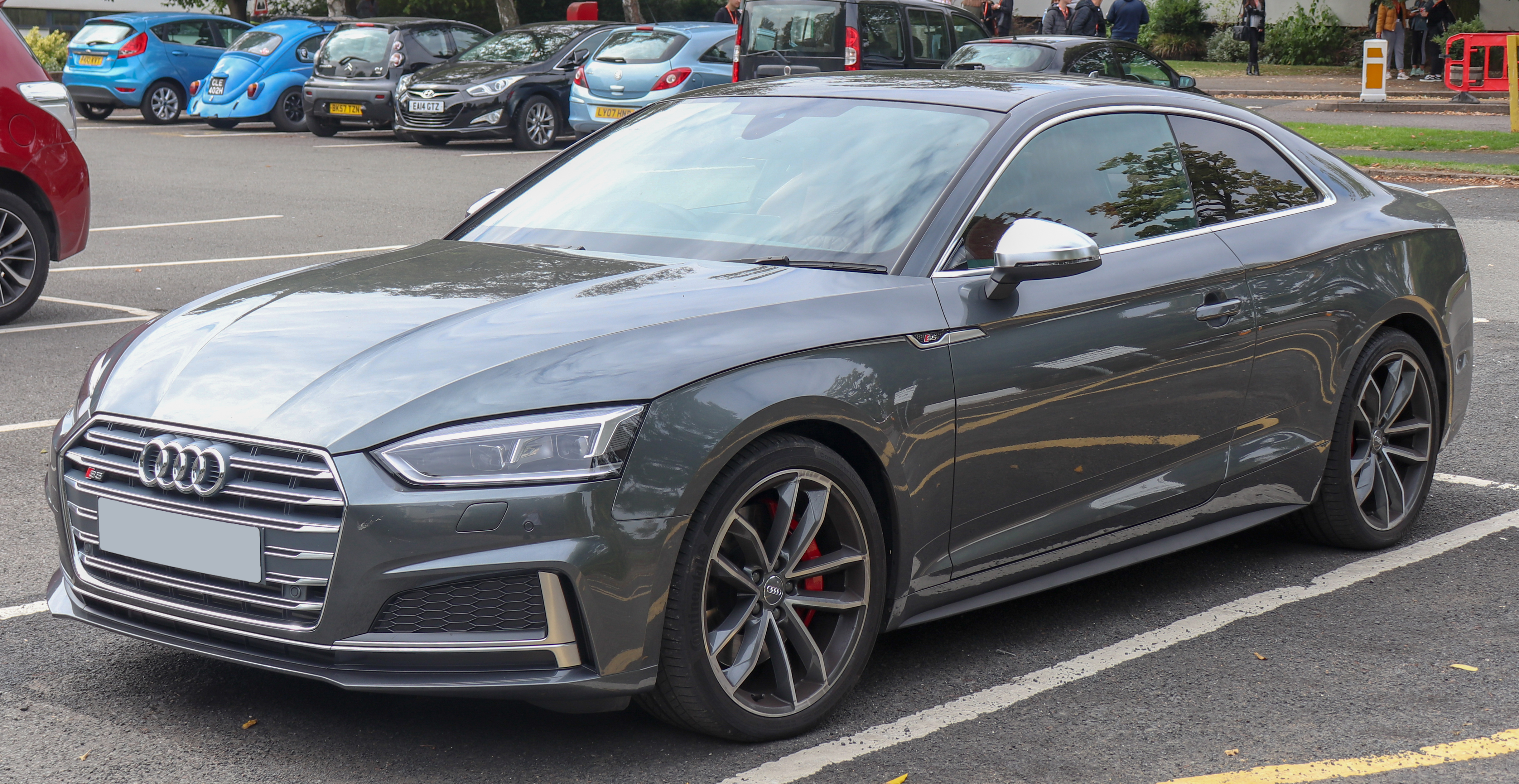
Audi S5 Coupé (2016–2019)
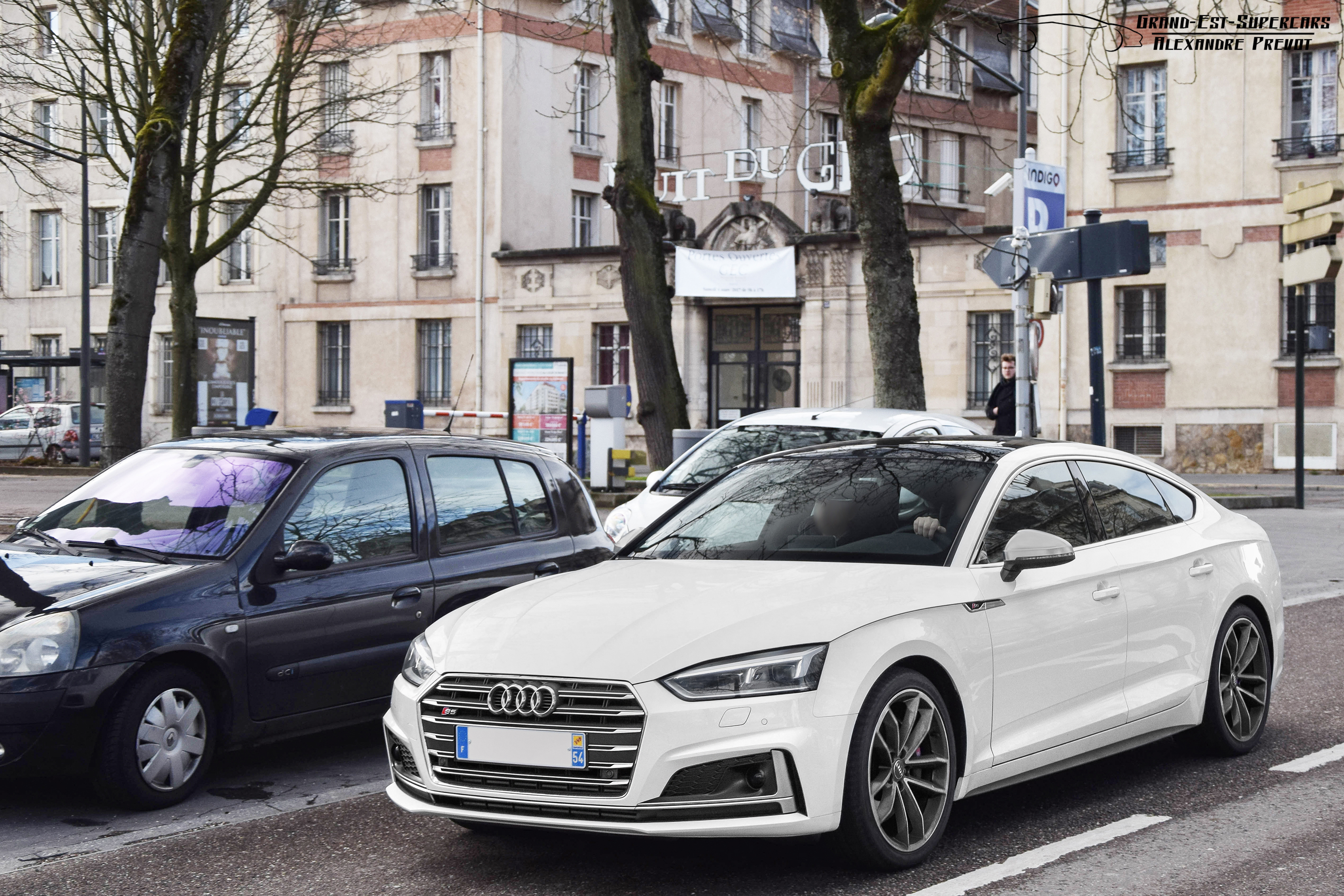
Audi S5 Sportback (2016–2019)
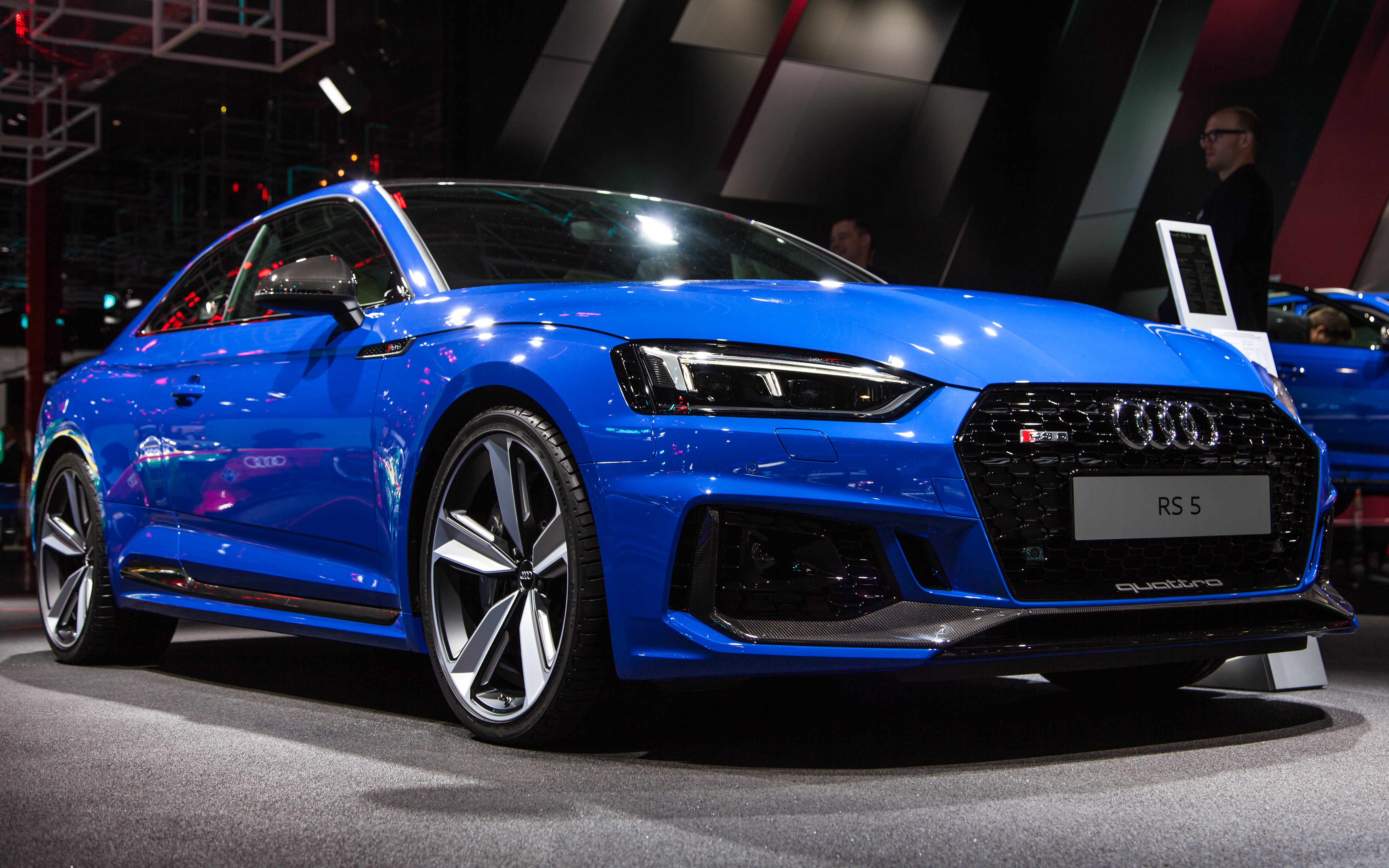
Audi RS5 Coupé (2017–2019)
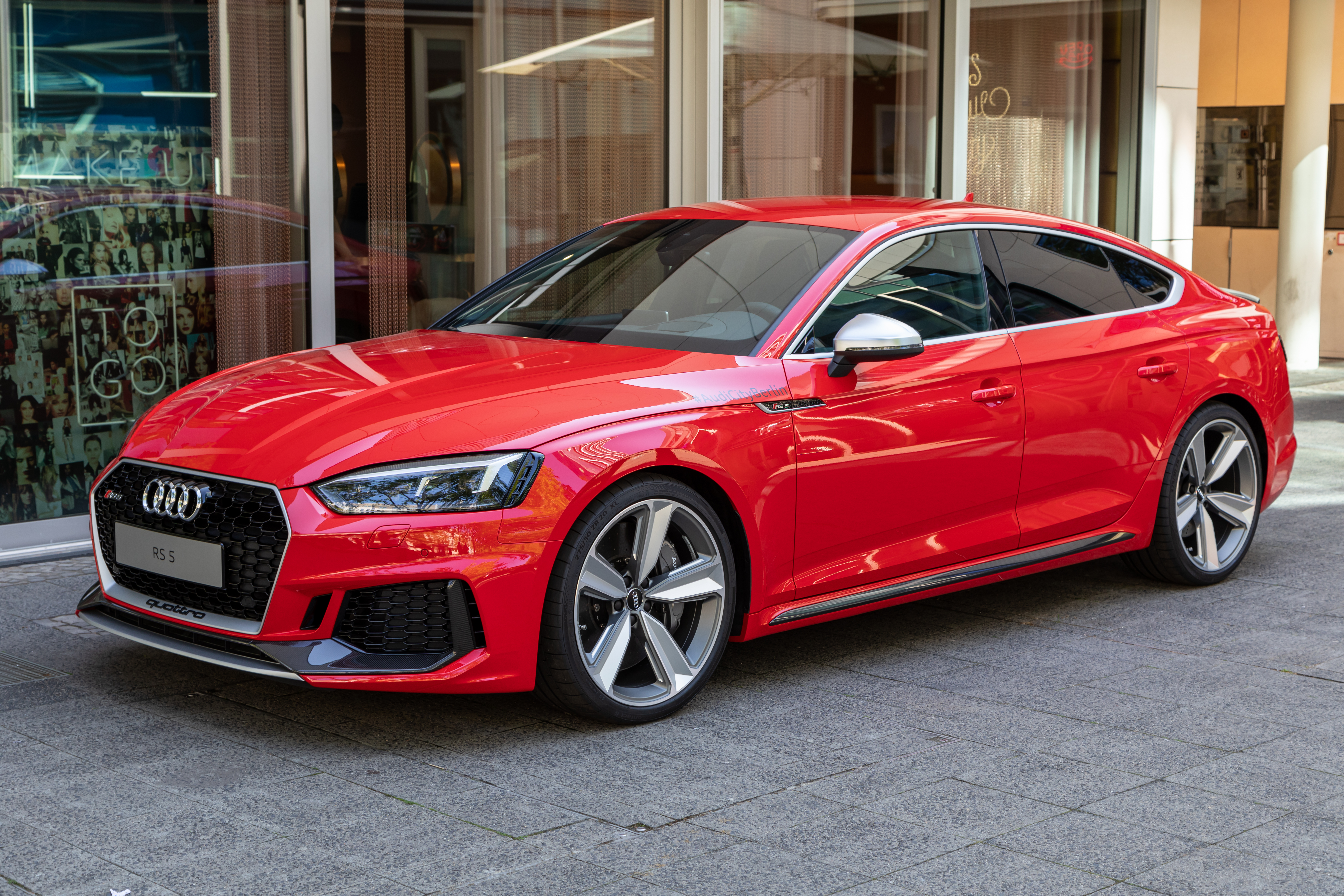
Audi RS5 Sportback (2019)
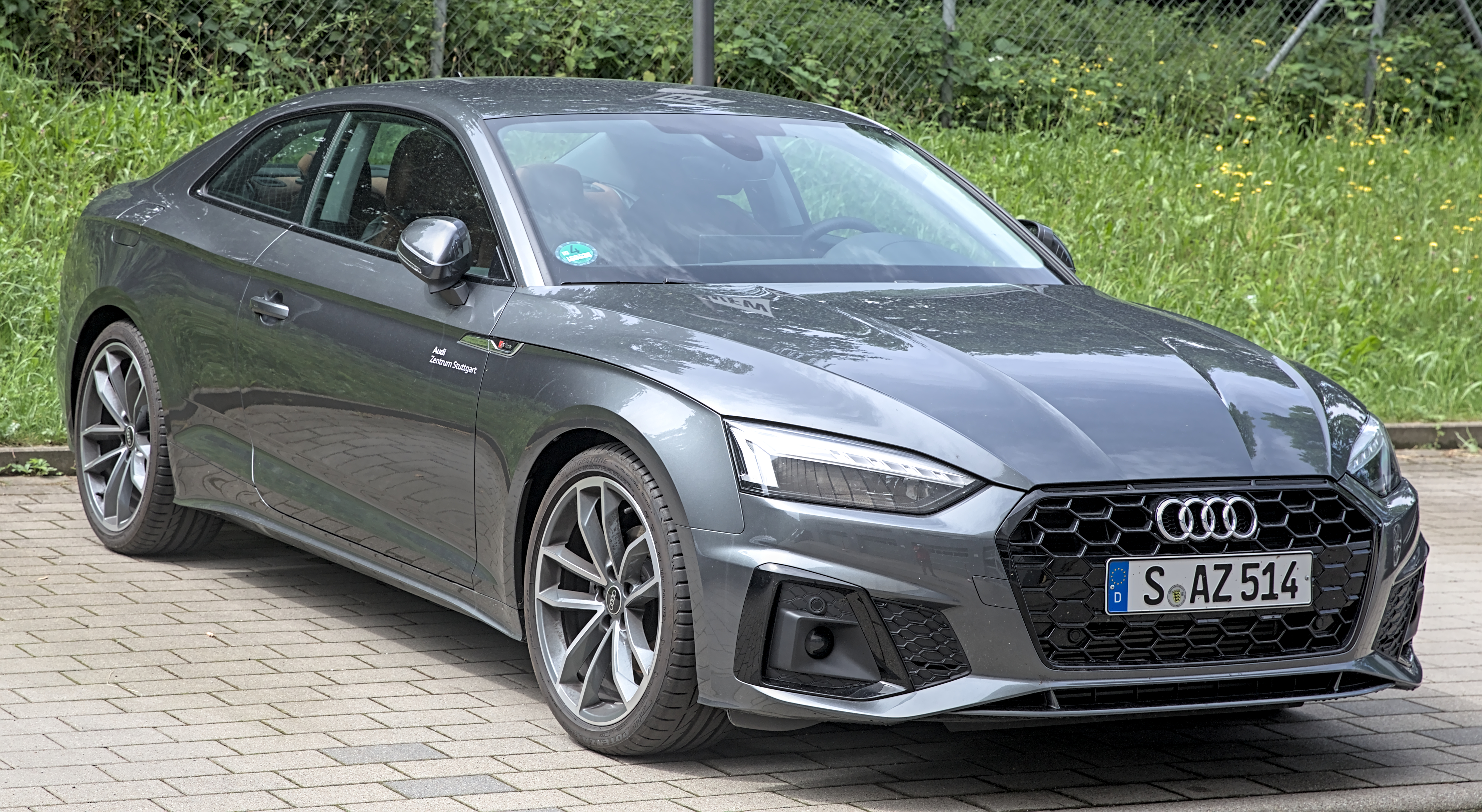
Audi A5 Coupé (2019–2024)
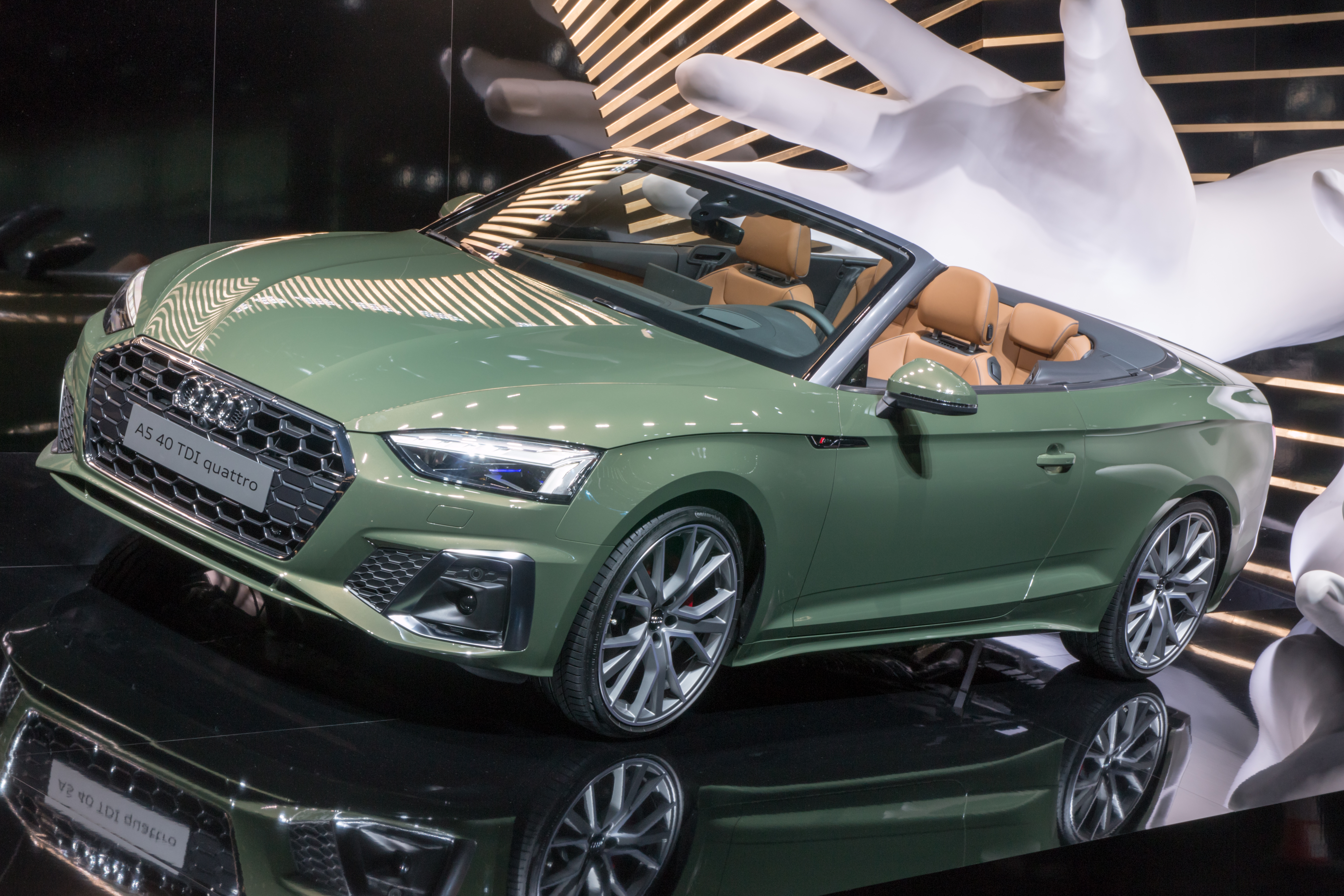
Audi A5 Cabriolet (2019–2024)
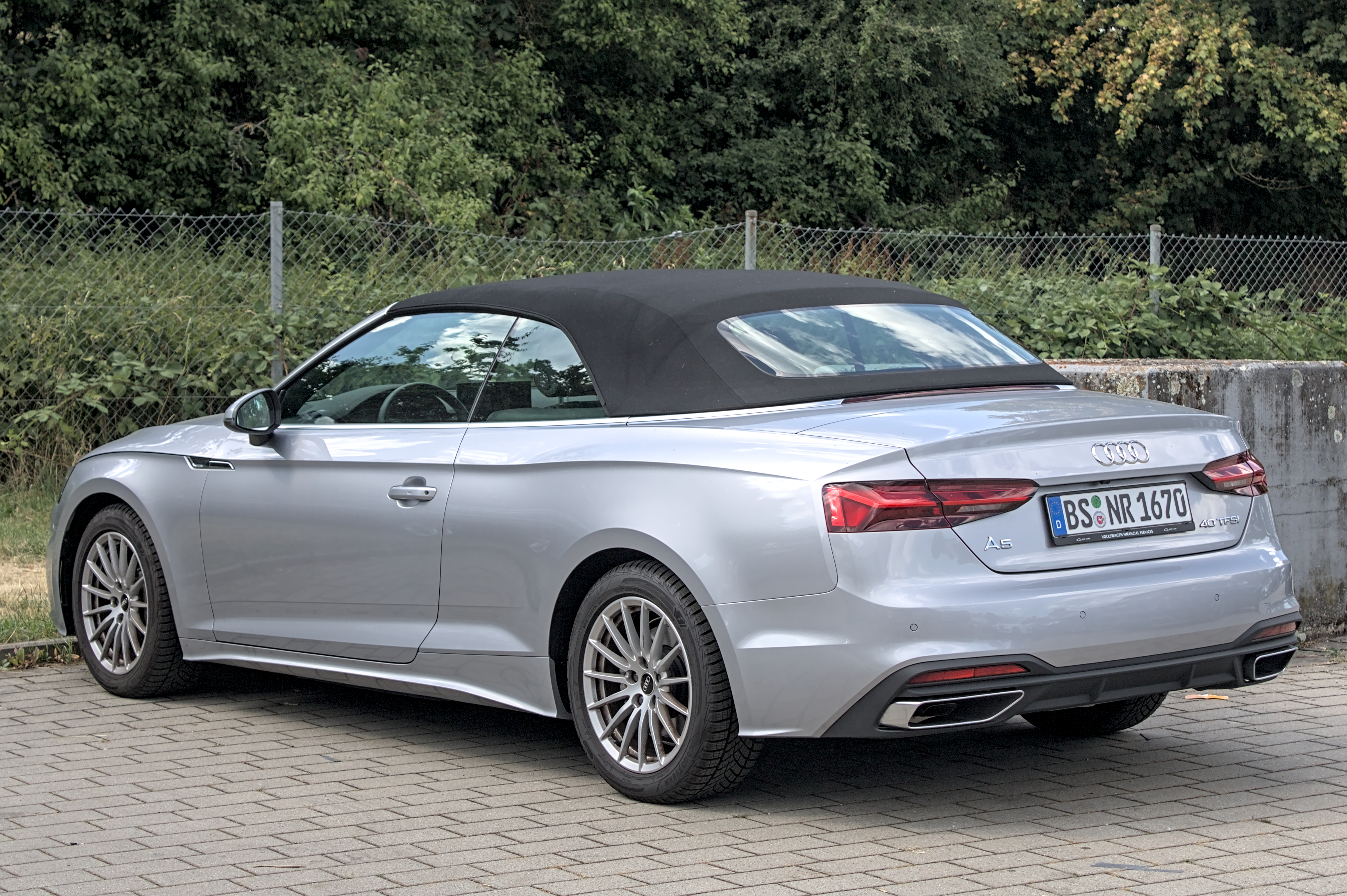
Heckansicht
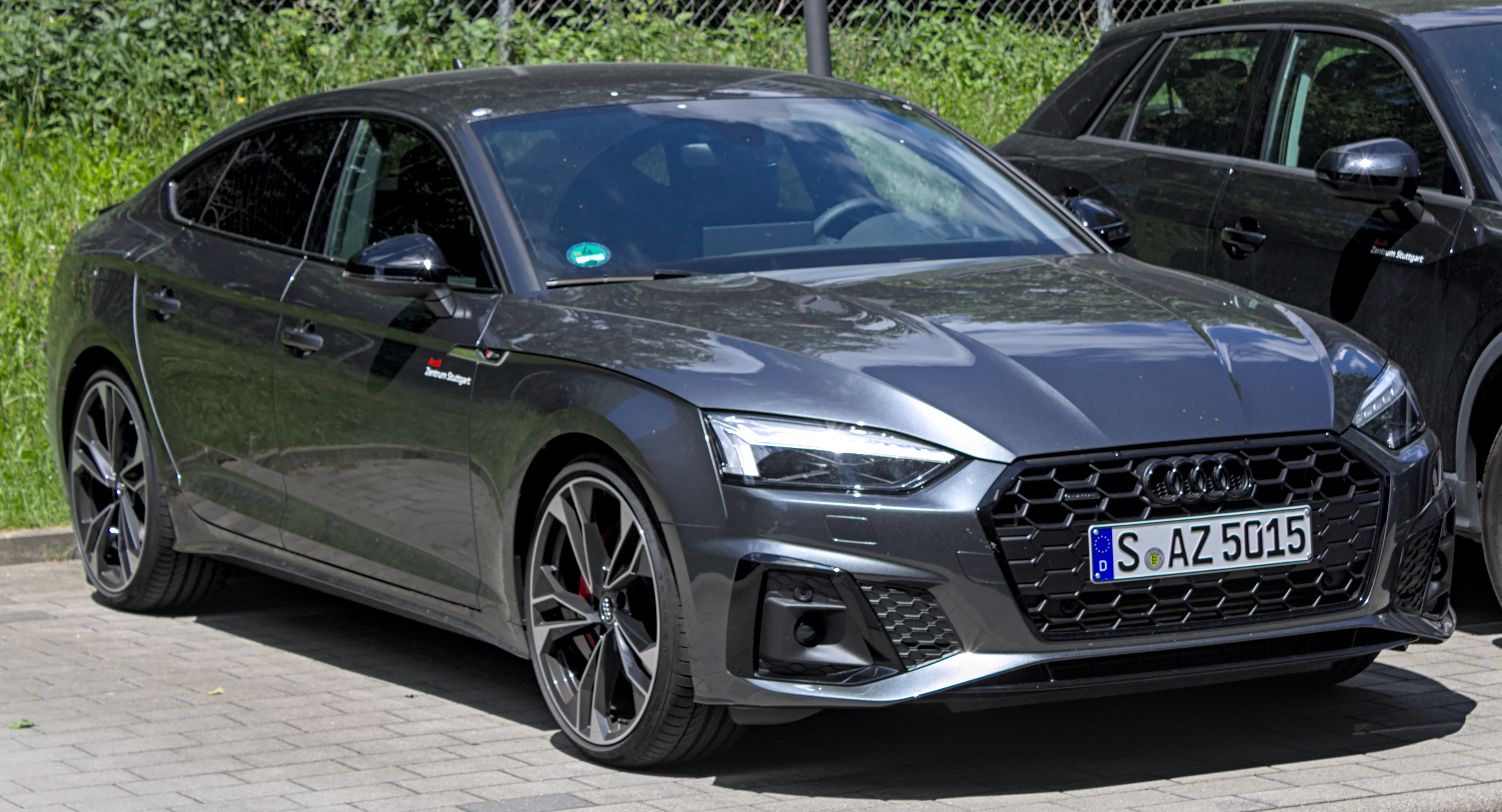
Audi A5 Sportback (2019–2024)
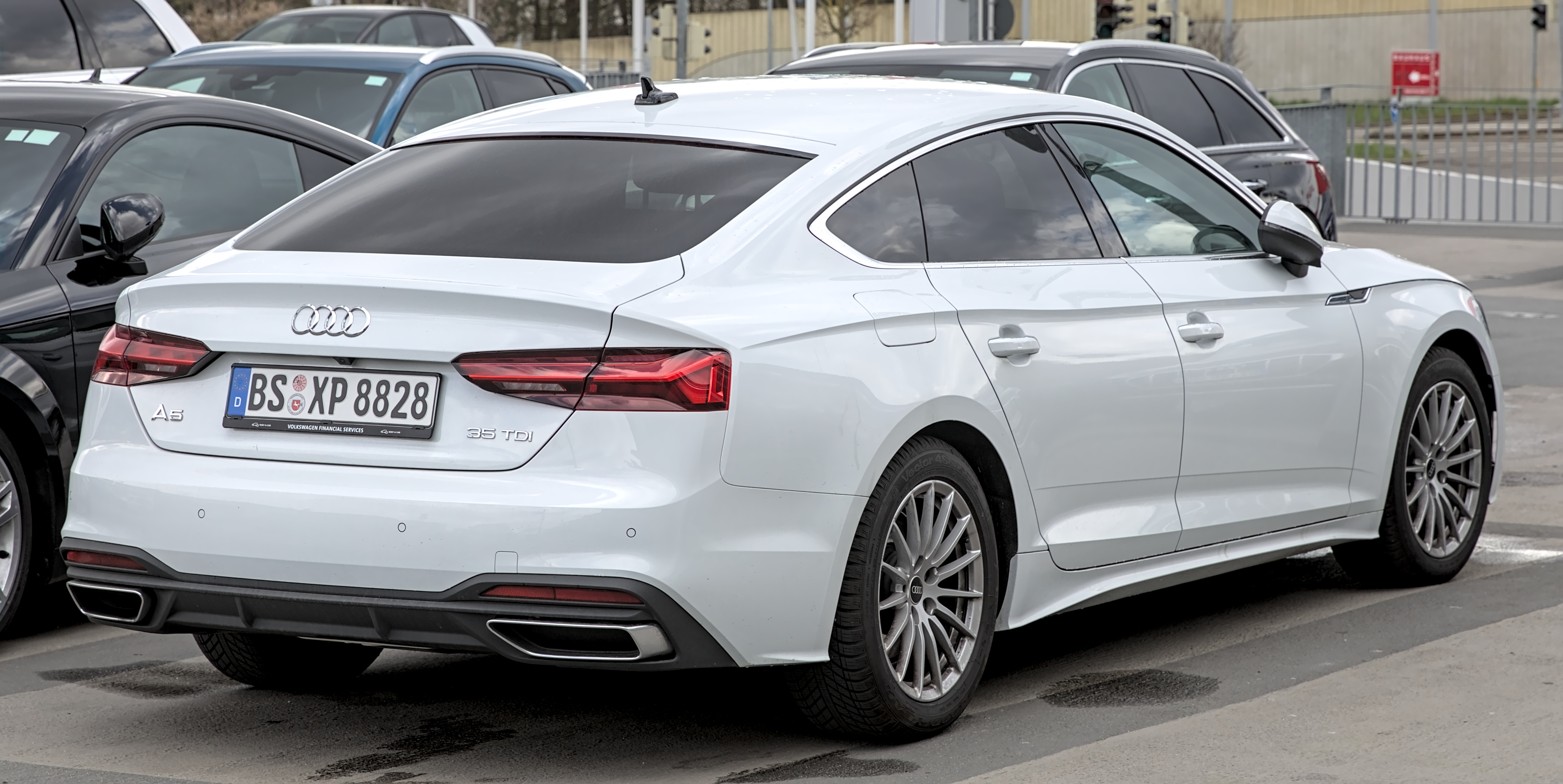
Heckansicht
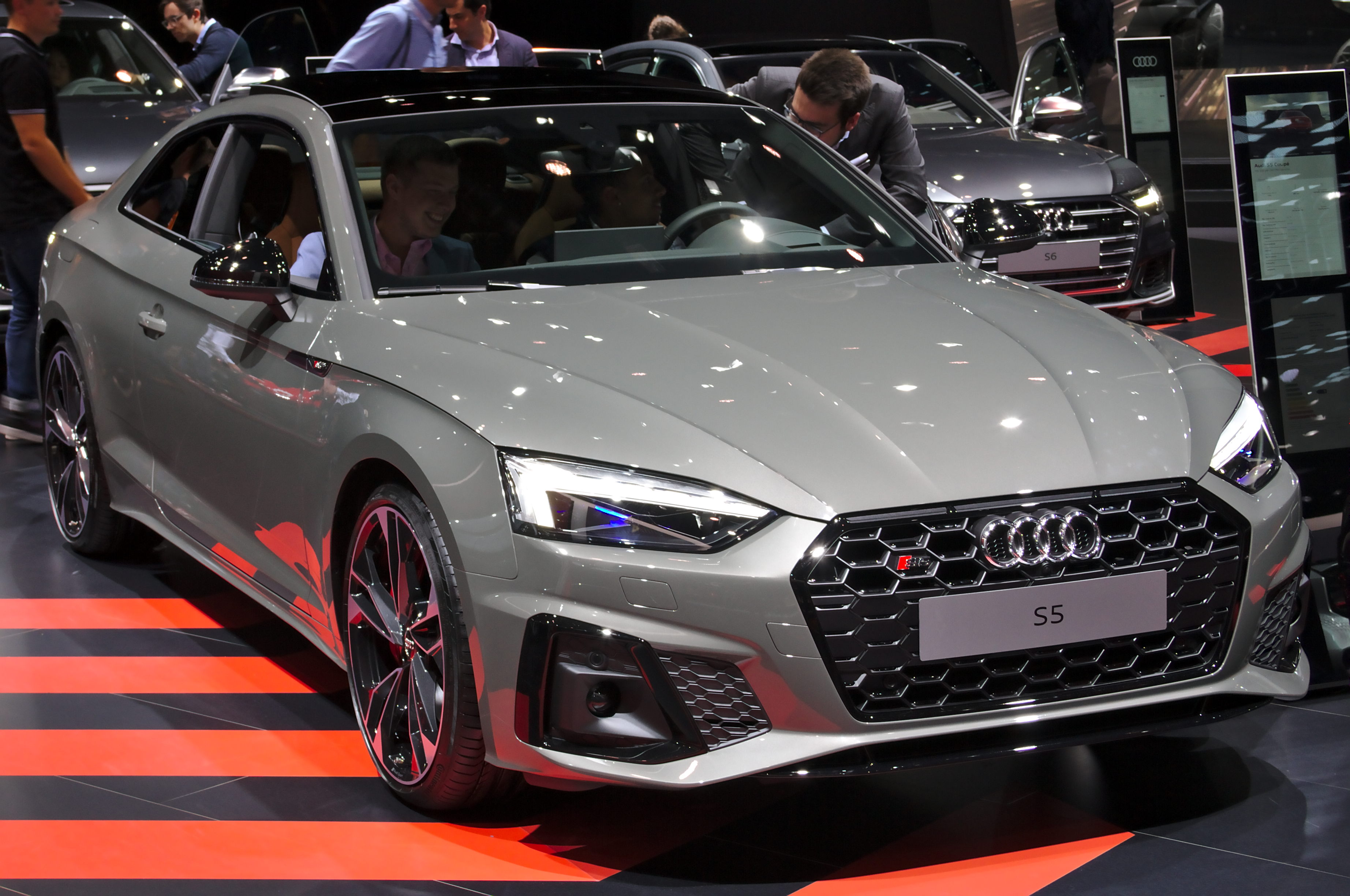
Audi S5 Coupé (2019–2024)
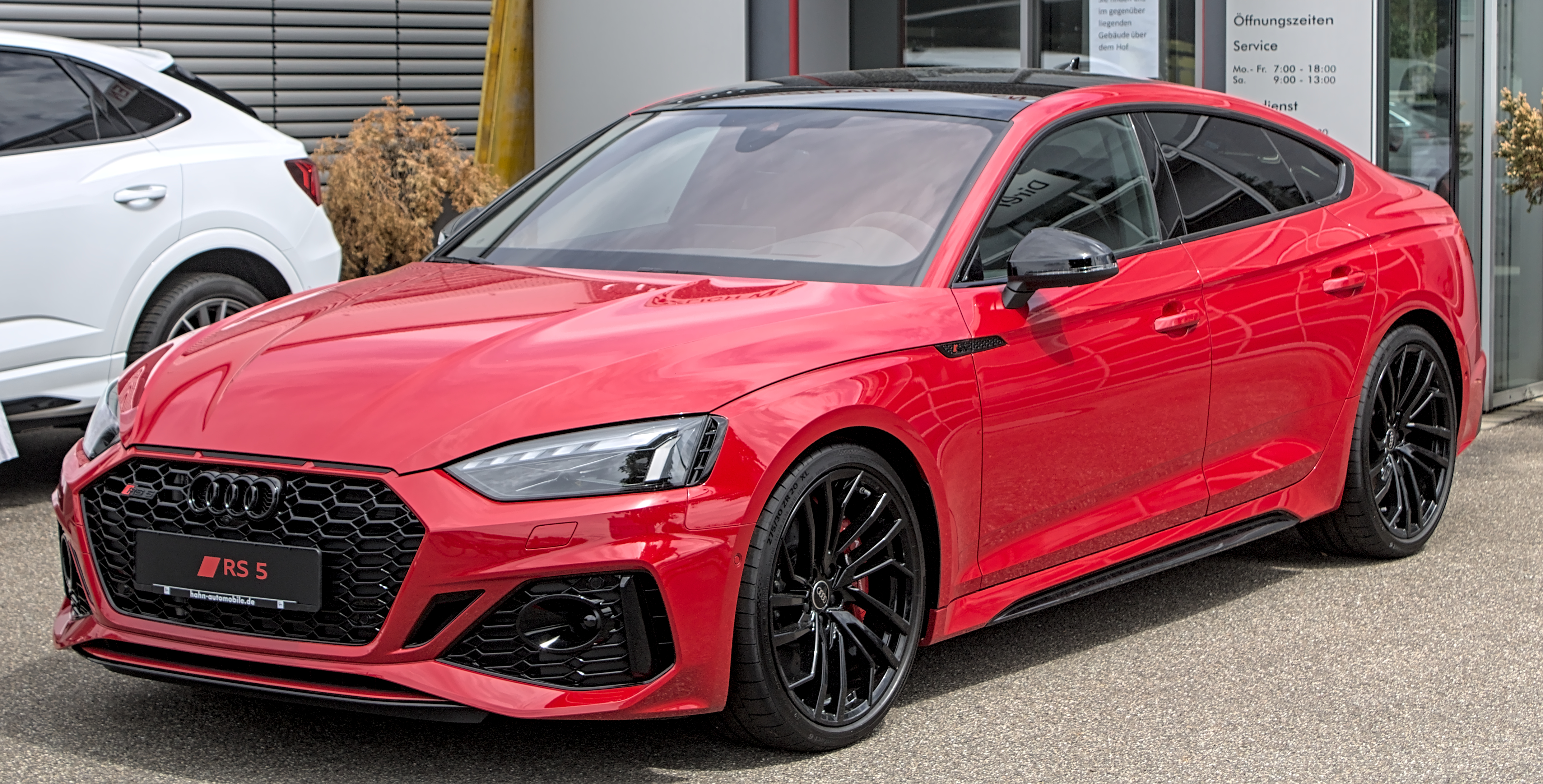
Audi RS5 Sportback (seit 2019)

## Antrieb

### Ottomotoren
Das Fahrzeug wird von turbogeladenen Ottomotoren bzw. Dieselmotoren angetrieben. Die Ottomotoren waren im Jahr 2019 Reihenvierzylinder mit maximalen Leistungen zwischen 110 kW (150 PS) und 185 kW (252 PS)bei einem Hubraum von 2 Liter in Verbindung mit serienmäßigem Vorderradantrieb. Ein auch in Europa erhältlicher V6-Motor im S5 leistet maximal 260 kW (354 PS). Beim Topmodell RS5 beträgt die Höchstleistung 346 kW (470 PS). Sowohl S5 als auch RS5 haben Allradantrieb.
Ein Zweiliter-Ottomotor mit einer Höchstleistung von 125 kW (170 PS), der bis Anfang 2019 als 2.0 g-tron und seither als 40 g-tron vermarktet wird, kann sowohl mit Erdgas als auch mit Benzin betrieben werden.

### Dieselmotoren
Der kleinste Dieselmotor im Jahr 2020 hat 2,0 Liter Hubraum und eine maximale Leistung von 150 kW (204 PS). V6-Motoren gibt es ab dem 45 TDI mit 170 kW (231 PS). Das leistungsstärkste dieselgetriebene Modell ist der nur für das Coupé und das Schrägheckmodell erhältliche S5 TDI mit 255 kW (347 PS). Allradantrieb ist bei allen Sechszylindermodellen mit Dieselmotor serienmäßig.

## Sicherheit
Euro NCAP vergab bei den Crashtests 2015 für den verwandten Audi A4 B9 eine Gesamtwertung von fünf Sternen und übertrug diese Wertung auch auf den Audi A5 F5. In Nordamerika wurde für das Modelljahr 2018 eine ähnliche Entscheidung vom NHTSA getroffen, die für das Schrägheckmodell Sportback auch die Fünf-Sterne-Gesamtwertung des Audi A4 im US-NCAP-Crashtest heranziehen. Das IIHS bewertete das Coupé im Modelljahr 2018 im Versuch „Moderate overlap front“ mit „Good“; für das Schrägheckmodell gilt für die Modellauswahl selbes wie bei den vorhergehenden Instituten und die Bewertung ist „Good“ wie beim Coupé.

## Technische Daten

### NEFZ-Fahrzyklus bis 2018
- Technische Daten gelten für A5 Coupé, mit Ausnahme des A5 Sportback 2.0 g-tron.

#### Ottomotoren
|                                            | 1.4 TFSI                    | 2.0 g-tron (1)                                                        | 2.0 TFSI ultra                    | 2.0 TFSI                                            | S5                          | RS5                         |
| ------------------------------------------ | --------------------------- | --------------------------------------------------------------------- | --------------------------------- | --------------------------------------------------- | --------------------------- | --------------------------- |
| Bauzeitraum                                | seit 2017 (2) (EU-Export)   | 08/2017–03/2018                                                       | 09/2016–08/2018                   | 07/2016–06/2018                                     | 07/2016–06/2018             | 06/2017–08/2018             |
| Motorkennbuchstabe                         |                             | CVL                                                                   | CVKB                              | CYRB                                                | CWGD                        | DECA                        |
| Motorbaureihe                              | VW EA211                    | VW EA888                                                              | VW EA888                          | VW EA888                                            | VW EA839                    | VW EA839                    |
| Motorart                                   | Ottomotor                   | Ottomotor                                                             | Ottomotor                         | Ottomotor                                           | Ottomotor                   | Ottomotor                   |
| Motortyp                                   | Reihenbauart                | Reihenbauart                                                          | Reihenbauart                      | Reihenbauart                                        | V-Bauart                    | V-Bauart                    |
| Motoraufladung                             | Turbolader                  | Turbolader                                                            | Turbolader                        | Turbolader                                          | Turbolader                  | Biturbolader                |
| Gemischaufbereitung                        | Benzindirekteinspritzung    | Benzindirekteinspritzung                                              | Benzindirekteinspritzung          | Benzindirekteinspritzung                            | Benzindirekteinspritzung    | Benzindirekteinspritzung    |
| Zylinder/Ventile                           | 4/16                        | 4/16                                                                  | 4/16                              | 4/16                                                | 6/24                        | 6/24                        |
| Hubraum                                    | 1395 cm³                    | 1984 cm³                                                              | 1984 cm³                          | 1984 cm³                                            | 2995 cm³                    | 2894 cm³                    |
| max. Leistung bei min−1                    | 110 kW (150 PS) / 5000–6000 | 125 kW (170 PS) / 4450–6000                                           | 140 kW (190 PS) / 4200–6200       | 185 kW (252 PS) / 5000–6000                         | 260 kW (354 PS) / 5400–6400 | 331 kW (450 PS) / 5700–6700 |
| max. Drehmoment bei min−1                  | 250 Nm / 1500–3500          | 270 Nm / 1650–4400                                                    | 320 Nm / 1450–4200                | 370 Nm / 1600–4500                                  | 500 Nm / 1370–4500          | 600 Nm / 1900–5000          |
| Antriebsart, Serie                         | Vorderradantrieb            | Vorderradantrieb                                                      | Vorderradantrieb                  | Vorderradantrieb                                    | permanenter Allradantrieb   | permanenter Allradantrieb   |
| Antriebsart, Option                        | —                           | —                                                                     | —                                 | [Allradantrieb mit quattro ultra]                   | —                           | —                           |
| Getriebeart, Serie                         | 7-Gang-S tronic             | 6-Gang-Schaltgetriebe                                                 | 6-Gang-Schaltgetriebe             | 6-Gang-Schaltgetriebe                               | 8-Gang-tiptronic            | 8-Gang-tiptronic            |
| Getriebeart, Option                        | —                           | (7-Gang-S tronic)                                                     | (7-Gang-S tronic)                 | (7-Gang-S tronic)                                   | —                           | —                           |
| Leergewicht                                | 1465 kg                     | 1615 kg (1655 kg)                                                     | 1465 kg (1495 kg)                 | 1570 kg (1535–1570 kg) [1570–1595 kg]               | 1690 kg                     | 1730 kg                     |
| max. Zuladung                              |                             | 475 kg                                                                | 435 kg                            | 425 kg                                              | 425 kg                      | 465 kg                      |
| Beschleunigung, 0–100 km/h                 | 8,7 s                       | 8,5 s (8,4 s)                                                         | 7,2 s (7,3 s)                     | 5,8 s (5,8–6,3 s) [5,8–6,0 s]                       | 4,7 s                       | 3,9 s                       |
| Höchstgeschwindigkeit                      | 216 km/h                    | 226 km/h (224 km/h)                                                   | 240 km/h (3)                      | 250 km/h (3)                                        | 250 km/h (3)                | 250 km/h (3) (4)            |
| Kraftstoffverbrauch auf 100 km, kombiniert | 5,4 l Super                 | 5,9–6,4 l Super 4,0–4,3 kg Erdgas (5,6–6,0 l Super 3,8–4,1 kg Erdgas) | 5,6–5,9 l Super (5,1–5,4 l Super) | 6,3–6,5 l Super (5,8–6,4 l Super) [6,2–6,5 l Super] | 7,3–7,4 l Super             | 8,7 l Super                 |
| CO2-Emission, kombiniert                   | 125 g/km                    | 135–144 g/km 108–115 g/km (6) (126–136 g/km 102–111 g/km (5))         | 127–134 g/km (117–123 g/km)       | 142–148 g/km (131–145 g/km) [141–148 g/km]          | 166–170 g/km                | 197 g/km                    |
| Abgasnorm                                  | Euro 6                      | Euro 6                                                                | Euro 6                            | Euro 6                                              | Euro 6                      | Euro 6                      |

#### Dieselmotoren
|                                            | 2.0 TDI                                                | 2.0 TDI ultra                       | 2.0 TDI                                                | 3.0 TDI                             | 3.0 TDI                     | 3.0 TDI                     |
| ------------------------------------------ | ------------------------------------------------------ | ----------------------------------- | ------------------------------------------------------ | ----------------------------------- | --------------------------- | --------------------------- |
| Bauzeitraum                                | 04/2017–08/2018                                        | 07/2016–08/2018                     | 07/2016–08/2018                                        | 07/2016–08/2018                     | 01/2017–09/2017             | 10/2017–08/2018             |
| Motorkennbuchstabe                         | CZHA, DEUA                                             | DETA                                | DESA                                                   | CSWB                                | CRTC                        | DCPC                        |
| Motorbaureihe                              | VW EA288                                               | VW EA288                            | VW EA288                                               | VW EA897 evo                        | VW EA897 evo                | VW EA897 evo2               |
| Motorart                                   | Dieselmotor                                            | Dieselmotor                         | Dieselmotor                                            | Dieselmotor                         | Dieselmotor                 | Dieselmotor                 |
| Motortyp                                   | Reihenbauart                                           | Reihenbauart                        | Reihenbauart                                           | V-Bauart                            | V-Bauart                    | V-Bauart                    |
| Motoraufladung                             | Turbolader                                             | Turbolader                          | Turbolader                                             | Turbolader                          | Turbolader                  | Turbolader                  |
| Gemischaufbereitung                        | Common-Rail-Einspritzung                               | Common-Rail-Einspritzung            | Common-Rail-Einspritzung                               | Common-Rail-Einspritzung            | Common-Rail-Einspritzung    | Common-Rail-Einspritzung    |
| Zylinder/Ventile                           | 4/16                                                   | 4/16                                | 4/16                                                   | 6/24                                | 6/24                        | 6/24                        |
| Hubraum                                    | 1968 cm³                                               | 1968 cm³                            | 1968 cm³                                               | 2967 cm³                            | 2967 cm³                    | 2967 cm³                    |
| max. Leistung bei min−1                    | 110 kW (150 PS) / 3250–4200                            | 140 kW (190 PS) / 3800–4200         | 140 kW (190 PS) / 3800–4200                            | 160 kW (218 PS) / 4000–5000         | 200 kW (272 PS) / 3250–4250 | 210 kW (286 PS) / 3750–4000 |
| max. Drehmoment bei min−1                  | 320 Nm / 1500–3250                                     | 400 Nm / 1750–3000                  | 400 Nm / 1750–3000                                     | 400 Nm / 1250–3750                  | 600 Nm / 1500–3000          | 620 Nm / 1500–3000          |
| Antriebsart, Serie                         | Vorderradantrieb                                       | Vorderradantrieb                    | Vorderradantrieb                                       | Vorderradantrieb                    | permanenter Allradantrieb   | permanenter Allradantrieb   |
| Antriebsart, Option                        | [Allradantrieb mit quattro ultra] (1)                  | —                                   | [Allradantrieb mit quattro ultra]                      | [Allradantrieb mit quattro ultra]   | —                           | —                           |
| Getriebeart, Serie                         | 6-Gang-Schaltgetriebe                                  | 6-Gang-Schaltgetriebe               | 6-Gang-Schaltgetriebe                                  | 7-Gang-S tronic                     | 8-Gang-tiptronic            | 8-Gang-tiptronic            |
| Getriebeart, Option                        | (7-Gang-S tronic)                                      | (7-Gang-S tronic)                   | (7-Gang-S tronic)                                      | —                                   | —                           | —                           |
| Leergewicht                                | 1505 kg (1550 kg) [1635 kg]                            | 1535 kg (1565 kg)                   | 1535 kg (1565 kg) [1640 kg]                            | 1610 kg [1680 kg]                   | 1720 kg                     | 1735 kg                     |
| max. Zuladung                              | 455 kg (450 kg) [515 kg]                               | 450 kg                              | 450 kg [440 kg]                                        | 425 kg                              | 430 kg                      | 430 kg                      |
| Beschleunigung, 0–100 km/h                 | 8,9 s (8,7 s) [8,9 s]                                  | 7,7 s                               | 7,7 s [7,2 s]                                          | 6,6 s [6,4 s]                       | 5,2 s                       | 5,2 s                       |
| Höchstgeschwindigkeit                      | 221 km/h (219 km/h) [217 km/h]                         | 210 km/h (2)                        | 240 km/h (238 km/h) [235 km/h]                         | 250 km/h (2)                        | 250 km/h (2)                | 250 km/h (2)                |
| Kraftstoffverbrauch auf 100 km, kombiniert | 4,1–4,2 l Diesel (4,2–4,3 l Diesel) [4,4–4,6 l Diesel] | 4,1–4,2 l Diesel (4,0–4,2 l Diesel) | 4,3–4,5 l Diesel (4,1–4,3 l Diesel) [4,4–4,6 l Diesel] | 4,3–4,5 l Diesel [4,6–4,8 l Diesel] | 4,9–5,2 l Diesel            | 5,5 l Diesel                |
| CO2-Emission, kombiniert                   | 106–109 g/km (109–114 g/km) [114–120 g/km]             | 106–111 g/km (105–111 g/km)         | 111–118 g/km (107–113 g/km) [114–121 g/km]             | 111–115 g/km [119–127 g/km]         | 133 g/km                    | 143 g/km                    |
| Abgasnorm                                  | Euro 6                                                 | Euro 6                              | Euro 6                                                 | Euro 6                              | Euro 6                      | Euro 6                      |

### WLTP-Fahrzyklus ab 2018

#### Ottomotoren
|                                                      | 35 TFSI                   | 35 TFSI                               | 40 TFSI                   | 40 TFSI                               | 40 g-tron (1)             | 40 g-tron (1)             | 45 TFSI                         | 45 TFSI                               | S5 TFSI (2)               | S5 TFSI (2)                           | RS5                       | RS5                                   | RS5 Performance Edition (1) |
| ---------------------------------------------------- | ------------------------- | ------------------------------------- | ------------------------- | ------------------------------------- | ------------------------- | ------------------------- | ------------------------------- | ------------------------------------- | ------------------------- | ------------------------------------- | ------------------------- | ------------------------------------- | --------------------------- |
| Bauzeitraum                                          | 11/2018–10/2019           | 07/2020–07/2024                       | 10/2018–06/2020           | 07/2020–07/2024                       | 03/2019–06/2020           | 07/2020–04/2023           | 01/2019–06/2020                 | 07/2020–07/2024                       | 05/2019–09/2020           | 11/2020–07/2024                       | 02/2019–12/2020           | 01/2021–07/2024                       | 06/2024–07/2024             |
| Motorkennbuchstabe                                   | DLVB                      | DMSB                                  | DLVA                      | DMSA                                  | CVLA                      | DRXA                      | DKNA                            | DMTA                                  | CWGD                      | CWGD                                  | DECA                      | DECA                                  | DECC                        |
| Motorbaureihe                                        | VW EA888                  | VW EA888                              | VW EA888                  | VW EA888                              | VW EA888                  | VW EA888                  | VW EA888                        | VW EA888                              | VW EA839                  | VW EA839                              | VW EA839                  | VW EA839                              | VW EA839                    |
| Motortyp                                             | Reihenbauart              | Reihenbauart                          | Reihenbauart              | Reihenbauart                          | Reihenbauart              | Reihenbauart              | Reihenbauart                    | Reihenbauart                          | V-Bauart                  | V-Bauart                              | V-Bauart                  | V-Bauart                              | V-Bauart                    |
| Nockenwellenantrieb                                  | Steuerkette               | Steuerkette                           | Steuerkette               | Steuerkette                           | Steuerkette               | Steuerkette               | Steuerkette                     | Steuerkette                           | Steuerkette               | Steuerkette                           | Steuerkette               | Steuerkette                           | Steuerkette                 |
| Gemischaufbereitung                                  | Benzindirekteinspritzung  | Benzindirekteinspritzung              | Benzindirekteinspritzung  | Benzindirekteinspritzung              | Benzindirekteinspritzung  | Benzindirekteinspritzung  | Benzindirekteinspritzung        | Benzindirekteinspritzung              | Benzindirekteinspritzung  | Benzindirekteinspritzung              | Benzindirekteinspritzung  | Benzindirekteinspritzung              | Benzindirekteinspritzung    |
| Motoraufladung                                       | Turbolader                | Turbolader                            | Turbolader                | Turbolader                            | Turbolader                | Turbolader                | Turbolader                      | Turbolader                            | Turbolader                | Turbolader                            | Biturbolader              | Biturbolader                          | Biturbolader                |
| Zylinder/Ventile                                     | 4/16                      | 4/16                                  | 4/16                      | 4/16                                  | 4/16                      | 4/16                      | 4/16                            | 4/16                                  | 6/24                      | 6/24                                  | 6/24                      | 6/24                                  | 6/24                        |
| Hubraum                                              | 1984 cm³                  | 1984 cm³                              | 1984 cm³                  | 1984 cm³                              | 1984 cm³                  | 1984 cm³                  | 1984 cm³                        | 1984 cm³                              | 2995 cm³                  | 2995 cm³                              | 2894 cm³                  | 2894 cm³                              | 2894 cm³                    |
| max. Leistung bei min−1                              | 110 kW (150 PS)/3900–6000 | 110 kW (150 PS)/3900–6000             | 140 kW (190 PS)/4200–6000 | 150 kW (204 PS)/4475–6000             | 125 kW (170 PS)/4450–6000 | 125 kW (170 PS)/4450–6000 | 180 kW (245 PS)/5000–6500       | 195 kW (265 PS)/5250–6500             | 260 kW (354 PS)/5400–6400 | 260 kW (354 PS)/5400–6400             | 331 kW (450 PS)/5700–6700 | 331 kW (450 PS)/5700–6700             | 346 kW (470 PS)/5900–6500   |
| max. Drehmoment bei min−1                            | 270 Nm/1350–3900          | 270 Nm/1350–3900                      | 320 Nm/1450–4200          | 320 Nm/1450–4475                      | 270 Nm/1650–4400          | 270 Nm/1650–4400          | 370 Nm/1600–4300                | 370 Nm/1600–4500                      | 500 Nm/1370–4500          | 500 Nm/1370–4500                      | 600 Nm/1900–5000          | 600 Nm/2000–5000                      | 600 Nm/2000–5000            |
| Antriebsart, Serie                                   | Vorderradantrieb          | Vorderradantrieb                      | Vorderradantrieb          | Vorderradantrieb                      | Vorderradantrieb          | Vorderradantrieb          | Vorderradantrieb                | Allradantrieb mit quattro ultra       | permanenter Allradantrieb | permanenter Allradantrieb             | permanenter Allradantrieb | permanenter Allradantrieb             | permanenter Allradantrieb   |
| Antriebsart, Option                                  | —                         | —                                     | —                         | Allradantrieb mit quattro ultra       | —                         | —                         | Allradantrieb mit quattro ultra | —                                     | —                         | —                                     | —                         | —                                     | —                           |
| Getriebeart, Serie                                   | 7-Gang-S tronic           | 6-Gang-Schaltgetriebe                 | 6-Gang-Schaltgetriebe     | 7-Gang-S tronic                       | 7-Gang-S tronic           | 7-Gang-S tronic           | 7-Gang-S tronic                 | 7-Gang-S tronic                       | 8-Gang-tiptronic          | 8-Gang-tiptronic                      | 8-Gang-tiptronic          | 8-Gang-tiptronic                      | 8-Gang-tiptronic            |
| Getriebeart, Option                                  | —                         | 7-Gang-S tronic                       | 7-Gang-S tronic           | —                                     | —                         | —                         | —                               | —                                     | —                         | —                                     | —                         | —                                     |                             |
| Leergewicht                                          | 1525 kg                   | 1550–1585 kg                          | 1490–1525 kg              | 1560–1660 kg                          | 1650 kg                   | 1650 kg                   | 1545–1605 kg                    | 1635–1830 kg                          | 1690–1915 kg              | 1915 kg                               | 1760–1795 kg              | 1770–1810 kg                          | 1810 kg                     |
| Beschleunigung, 0–100 km/h                           | 8,9 s                     | 8,9–9,1 s                             | 7,2–7,3 s                 | 6,7–7,2 s                             | 8,4 s                     | 8,4 s                     | 5,8–6,4 s                       | 5,5–6,0 s                             | 4,7–5,1 s                 | 4,9 s                                 | 3,9 s                     | 3,9 s (3)                             | 3,7 s                       |
| Höchstgeschwindigkeit                                | 225 km/h                  | 210 km/h                              | 241 km/h                  | 210 km/h                              | 210 km/h                  | 224 km/h                  | 250 km/h                        | 250 km/h                              | 250 km/h                  | 250 km/h                              | 250 km/h (4)              | 250 km/h (5)                          | 300 km/h                    |
| Kraftstoffverbrauch nach WLTP auf 100 km, kombiniert | 5,9 l Super               | 5,6–6,0 l Super                       | 5,9–6,1 l Super           | 5,6–6,3 l Super                       | 4,4–4,9 kg Erdgas         | 4,3–4,8 kg Erdgas         | 6,5–6,7 l Super                 | 6,8–7,4 l Super                       | 8,8–8,9 l Super           | 9,0–9,4 l Super                       | 9,0–9,1 l Super           | 9,4–10,0 l Super                      | 9,7–9,8 l Super             |
| CO2-Emission nach WLTP, kombiniert                   | 133 g/km                  | 127–136 g/km                          | 135–140 g/km              | 128–143 g/km                          | 121–135 g/km              | 117–132 g/km              | 187 g/km                        | 155–170 g/km                          | 201–203 g/km              | 205–214 g/km                          | 206 g/km                  | 212–225 g/km                          | 220–222 g/km                |
| Abgasnachbehandlung, PM                              | Ottopartikelfilter        | Ottopartikelfilter                    | Ottopartikelfilter        | Ottopartikelfilter                    | Ottopartikelfilter        | Ottopartikelfilter        | Ottopartikelfilter              | Ottopartikelfilter                    | Ottopartikelfilter        | Ottopartikelfilter                    | Ottopartikelfilter        | Ottopartikelfilter                    | Ottopartikelfilter          |
| Abgasnorm                                            | Euro 6d-TEMP-EVAP-ISC     | Euro 6d-ISC-FCM (ab 11/2023: Euro 6e) | Euro 6d-TEMP-EVAP-ISC     | Euro 6d-ISC-FCM (ab 11/2023: Euro 6e) | Euro 6d-TEMP-EVAP-ISC     | Euro 6d-ISC-FCM           | Euro 6d-TEMP-EVAP-ISC           | Euro 6d-ISC-FCM (ab 11/2023: Euro 6e) | Euro 6d-TEMP-EVAP-ISC     | Euro 6d-ISC-FCM (ab 11/2023: Euro 6e) | Euro 6d-TEMP-EVAP-ISC     | Euro 6d-ISC-FCM (ab 11/2023: Euro 6e) | Euro 6e                     |

#### Dieselmotoren
|                                                      | 35 TDI                    | 35 TDI                          | 35 TDI                                | 40 TDI                          | 40 TDI                                | 45 TDI                    | 50 TDI                    | 50 TDI                    | S5 TDI (1)                              | S5 TDI (1)                              |
| ---------------------------------------------------- | ------------------------- | ------------------------------- | ------------------------------------- | ------------------------------- | ------------------------------------- | ------------------------- | ------------------------- | ------------------------- | --------------------------------------- | --------------------------------------- |
| Bauzeitraum                                          | 10/2018–05/2019           | 08/2019–09/2020                 | 09/2020–07/2024                       | 10/2018–09/2020                 | 08/2020–07/2024                       | 02/2019–08/2020           | 02/2019–06/2020           | 10/2020–04/2023           | 05/2019–06/2020                         | 11/2020–04/2023                         |
| Motorkennbuchstabe                                   | DEUA                      | DEZE                            | DTNA                                  | DETA                            | DTPA                                  | DCPE                      | DCPC                      | DMGA                      | DEWB                                    | DMKC                                    |
| Motorbaureihe                                        | VW EA288 evo              | VW EA288 evo                    | VW EA288 evo                          | VW EA288 evo                    | VW EA288 evo                          | VW EA897evo2              | VW EA897evo2              | VW EA897evo3              | VW EA897evo2                            | VW EA897evo3                            |
| Motortyp                                             | Reihenbauart              | Reihenbauart                    | Reihenbauart                          | Reihenbauart                    | Reihenbauart                          | V-Bauart                  | V-Bauart                  | V-Bauart                  | V-Bauart                                | V-Bauart                                |
| Nockenwellenantrieb                                  | Zahnriemen                | Zahnriemen                      | Zahnriemen                            | Zahnriemen                      | Zahnriemen                            | Steuerkette               | Steuerkette               | Steuerkette               | Steuerkette                             | Steuerkette                             |
| Gemischaufbereitung                                  | Common-Rail-Einspritzung  | Common-Rail-Einspritzung        | Common-Rail-Einspritzung              | Common-Rail-Einspritzung        | Common-Rail-Einspritzung              | Common-Rail-Einspritzung  | Common-Rail-Einspritzung  | Common-Rail-Einspritzung  | Common-Rail-Einspritzung                | Common-Rail-Einspritzung                |
| Motoraufladung                                       | Turbolader                | Turbolader                      | Turbolader                            | Turbolader                      | Turbolader                            | Turbolader                | Turbolader                | Turbolader                | VTG-Turbolader, elektrischer Verdichter | VTG-Turbolader, elektrischer Verdichter |
| Bordnetz                                             |                           |                                 |                                       |                                 |                                       |                           |                           |                           |                                         | 48 Volt MHEV                            |
| Zylinder/Ventile                                     | 4/16                      | 4/16                            | 4/16                                  | 4/16                            | 4/16                                  | 6/24                      | 6/24                      | 6/24                      | 6/24                                    | 6/24                                    |
| Hubraum                                              | 1968 cm³                  | 1968 cm³                        | 1968 cm³                              | 1968 cm³                        | 1968 cm³                              | 2967 cm³                  | 2967 cm³                  | 2967 cm³                  | 2967 cm³                                | 2967 cm³                                |
| max. Leistung bei min−1                              | 110 kW (150 PS)/3250–4200 | 120 kW (163 PS)/3250–4200       | 120 kW (163 PS)/3250–4200             | 140 kW (190 PS)/3800–4200       | 150 kW (204 PS)/3800–4200             | 170 kW (231 PS)/3250–4750 | 210 kW (286 PS)/3500–4000 | 210 kW (286 PS)/3500–4000 | 255 kW (347 PS)/3850                    | 251 kW (341 PS)/3800–3950               |
| max. Drehmoment bei min−1                            | 320 Nm/1500–3250          | 380 Nm/1500–2750                | 370 Nm/1500–3000                      | 400 Nm/1750–3000                | 400 Nm/1750–3250                      | 500 Nm/1750–3250          | 620 Nm/2250–3000          | 620 Nm/1750–3000          | 700 Nm/2500–3100                        | 700 Nm/1750–3250                        |
| Antriebsart, Serie                                   | Vorderradantrieb          | Vorderradantrieb                | Vorderradantrieb                      | Vorderradantrieb                | Allradantrieb mit quattro ultra       | permanenter Allradantrieb | permanenter Allradantrieb | permanenter Allradantrieb | permanenter Allradantrieb               | permanenter Allradantrieb               |
| Antriebsart, Option                                  | —                         | Allradantrieb mit quattro ultra | —                                     | Allradantrieb mit quattro ultra | —                                     | —                         | —                         | —                         | —                                       | —                                       |
| Getriebeart, Serie                                   | 7-Gang-S tronic           | 7-Gang-S tronic                 | 7-Gang-S tronic                       | 7-Gang-S tronic                 | 7-Gang-S tronic                       | 8-Gang-Tiptronic          | 8-Gang-Tiptronic          | 8-Gang-Tiptronic          | 8-Gang-Tiptronic                        | 8-Gang-Tiptronic                        |
| Getriebeart, Option                                  | —                         | —                               | —                                     | —                               | —                                     | —                         | —                         | —                         | —                                       | —                                       |
| Leergewicht                                          | 1550 kg                   | 1565–1600 kg                    | 1565–1755 kg                          | 1565–1645 kg                    | 1655–1845 kg                          | 1735–1775 kg              | 1735–1935 kg              | 1805–1845 kg              | 1835–1870 kg                            | 1860–1895 kg                            |
| Beschleunigung, 0–100 km/h                           | 8,9 s                     | 8,2–8,4 s                       | 8,2–9,0 s                             | 7,4–7,7 s                       | 6,7–7,6 s                             | 6,0–6,1 s                 | 5,2–5,7 s                 | 5,2–5,3 s                 | 4,8–4,9 s                               | 4,6 s                                   |
| Höchstgeschwindigkeit                                | 219 km/h                  | 226–228 km/h                    | 210–222 km/h                          | 235–241 km/h                    | 210 km/h                              | 250 km/h                  | 250 km/h                  | 250 km/h                  | 250 km/h                                | 250 km/h                                |
| Kraftstoffverbrauch nach WLTP auf 100 km, kombiniert | 4,3–4,8 l Diesel          | 3,9–4,1 l Diesel                | 4,7–5,6 l Diesel                      | 4,5–5,4 l Diesel                | 4,4–5,0 l Diesel                      | 5,2–5,4 l Diesel          | 5,7–6,1 l Diesel          | 6,4–7,3 l Diesel          | 6,9 l Diesel                            | 6,9–7,4 l Diesel                        |
| CO2-Emission nach WLTP, kombiniert                   | 113–128 g/km              | 103–108 g/km                    | 122–147 g/km                          | 117–143 g/km                    | 117–133 g/km                          | 137–143 g/km              | 149–161 g/km              | 167–190 g/km              | 179–181 g/km                            | 182–194 g/km                            |
| Abgasnachbehandlung, PM                              | Dieselrußpartikelfilter   | Dieselrußpartikelfilter         | Dieselrußpartikelfilter               | Dieselrußpartikelfilter         | Dieselrußpartikelfilter               | Dieselrußpartikelfilter   | Dieselrußpartikelfilter   | Dieselrußpartikelfilter   | Dieselrußpartikelfilter                 | Dieselrußpartikelfilter                 |
| Abgasnachbehandlung, NOX                             | SCR-Katalysator           | SCR-Katalysator                 | SCR-Katalysator                       | SCR-Katalysator                 | SCR-Katalysator                       | SCR-Katalysator           | SCR-Katalysator           | SCR-Katalysator           | SCR-Katalysator                         | SCR-Katalysator                         |
| Abgasnorm                                            | Euro 6d-TEMP              | Euro 6d-TEMP-EVAP-ISC           | Euro 6d-ISC-FCM (ab 11/2023: Euro 6e) | Euro 6d-TEMP-EVAP-ISC           | Euro 6d-ISC-FCM (ab 11/2023: Euro 6e) | Euro 6d-TEMP-EVAP-ISC     | Euro 6d-TEMP-EVAP-ISC     | Euro 6d-ISC-FCM           | Euro 6d-TEMP-EVAP-ISC                   | Euro 6d-ISC-FCM                         |